# Fernand de Langle de Cary

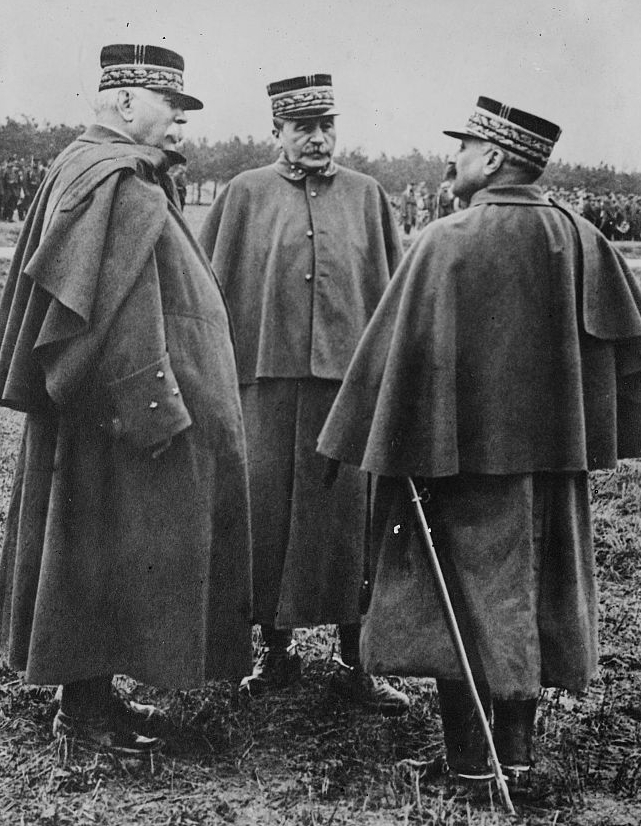
Fernand de Langle de Cary con Joseph Joffre (izquierda) y Adolphe Guillaumat (derecha).

Fernand Louis Armand Marie de Langle de Cary (1849-1927), general francés célebre por dirigir el cuarto ejército durante la Primera Guerra Mundial. Su participación durante el conflicto es generalmente vista como nefasta para el ejército de su país. A pesar de ello, Francia logró salir triunfante al final de la guerra.